# Großweikersdorf
Großweikersdorf osztrák mezőváros Alsó-Ausztria Tullni járásában. 2022 januárjában 3326 lakosa volt. 

## Elhelyezkedése

Großweikersdorf a Tullni járásban

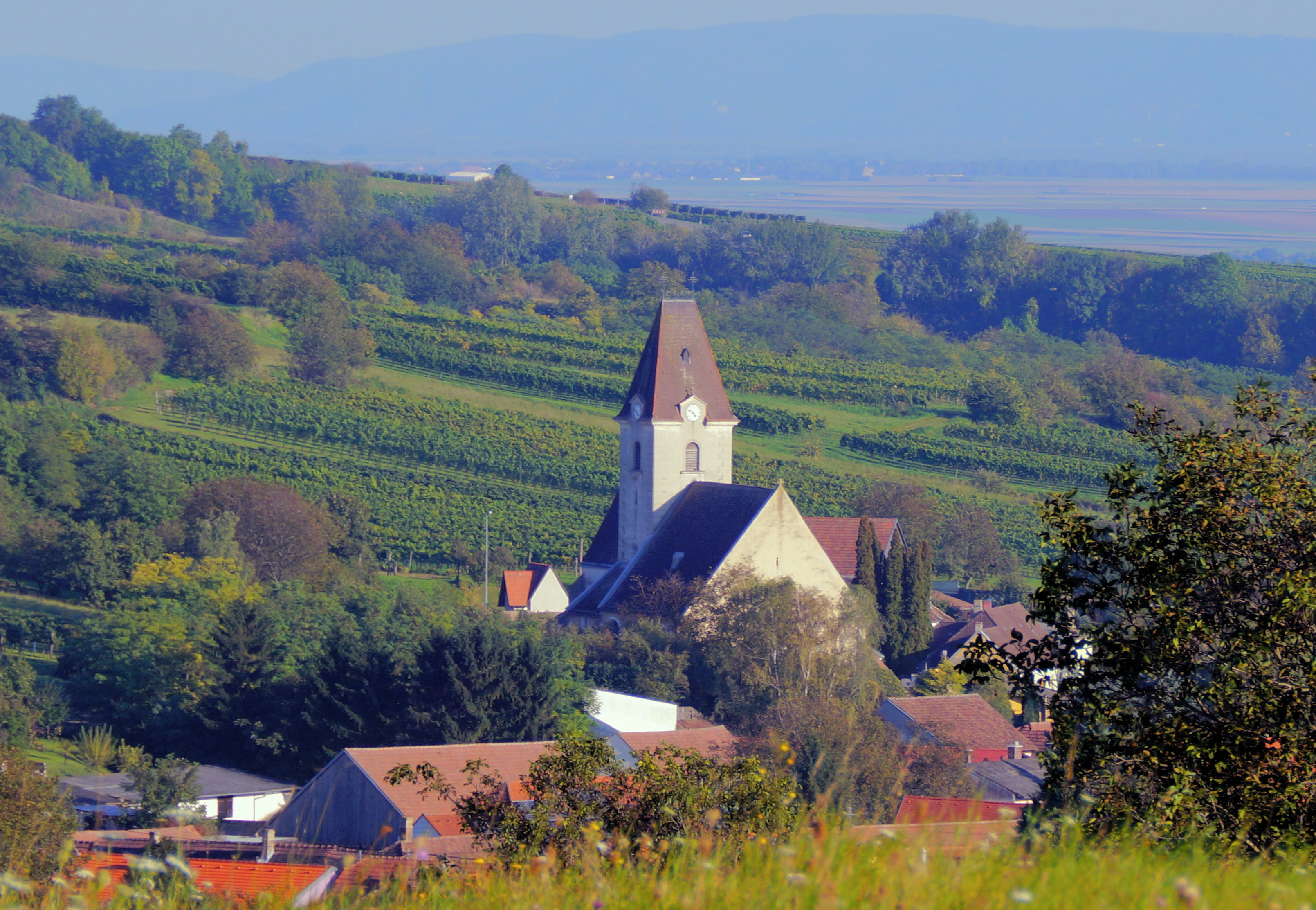
A ruppersthali Szt. Egyed-plébániatemplom

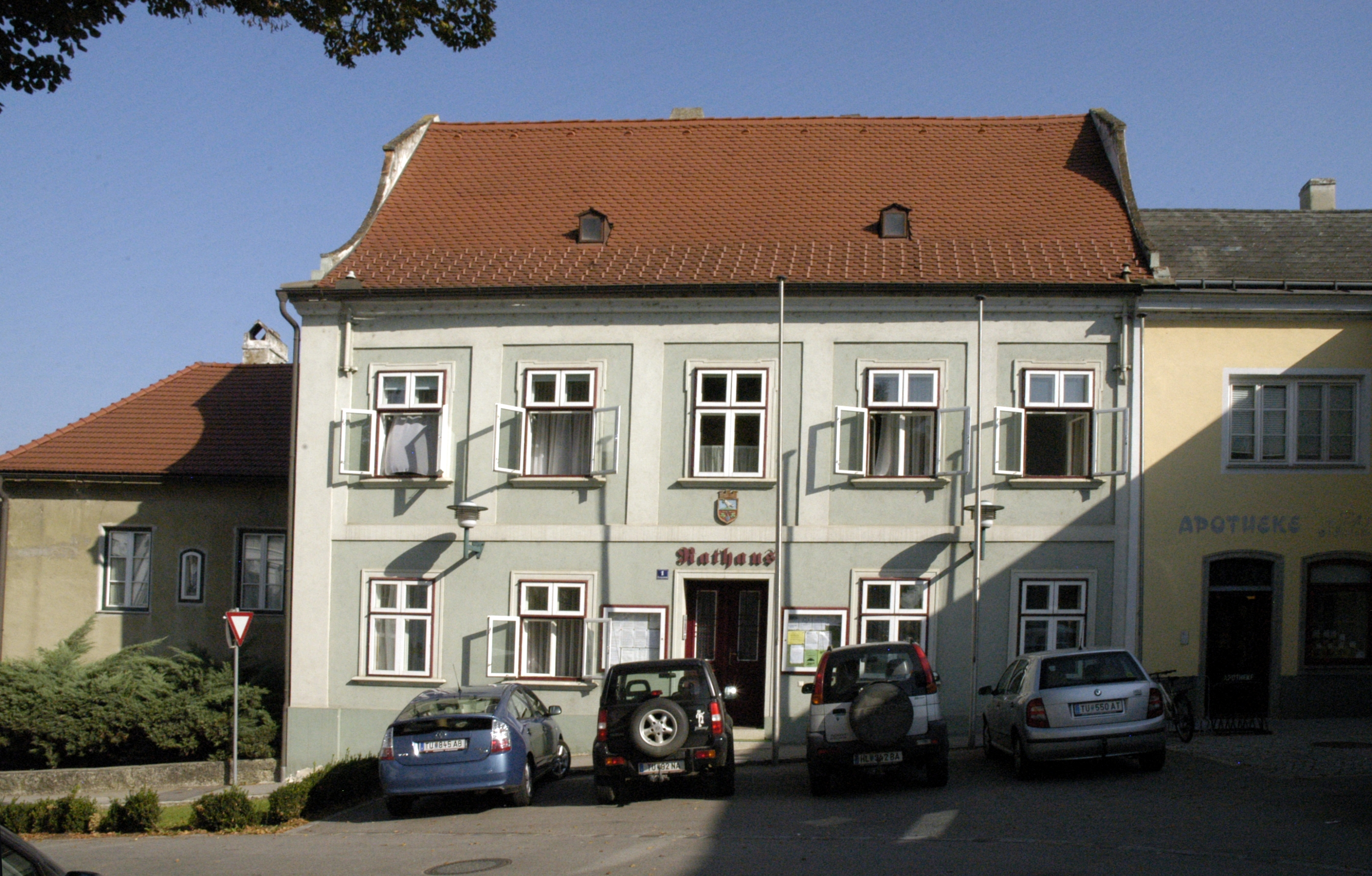
A régi városháza

Großweikersdorf a tartomány Weinviertel régiójában fekszik a Tullni-medencében, a Schmida folyó mentén. Területének 9,1%-a erdő, 8,9% szőlő, 70,5% áll egyéb mezőgazdasági művelés alatt. Az önkormányzat 7 települést egyesít: Ameistal (150 lakos 2022-ben), Baumgarten am Wagram (197), Großweikersdorf (1926), Großwiesendorf (258), Kleinwiesendorf (222), Ruppersthal (415) és Tiefenthal (158).
A környező önkormányzatok: délre Königsbrunn am Wagram, nyugatra Kirchberg am Wagram, északnyugatra Großriedenthal, északra Heldenberg, északkeletre Hollabrunn, keletre Rußbach, délkeletre Stetteldorf am Wagram. 	

## Története
Großweikersdorf területén kőkori mamutvadászok, valamint bronzkori földművelők nyomaira bukkantak a régészek. A mai önkormányzathoz tartozó települések közül Wiesendorfot említik legkorábban: 1108-1121 között, a göttweigi apátság egyik adománylevelében. Weikersdorf neve röviddel később, egy 1125-1136 közötti oklevél tanúinak, Sigifrid és Hugo de Witigeisdorf nevében bukkan fel elsőként. Egy 1157-es birtokadományozásból kiderül, hogy szőlőt már ekkor is termesztettek a vidéken. 1226-ban már saját egyházközsége volt, 1277-ben pedig mezővárosi jogokkal rendelkezett a település. 1495-ben I. Miksa császár eladta a mezővárost Heinrich Püschenknek, Hardegg grófjának. A 16. században a lakosság többsége  protestáns vallásra tért, de a harmincéves háború kitörésével a birtokot elkobozták korábbi protestáns tulajdonosától és a katolikus Verdenbergek kapták meg. Tőlük az Enkevoirth grófok szerezték meg 1698-ban. 
Az 1714-ben elkészült, Bécs-Prága közötti Kaiserstraße (császári út) Weikersdorfon is áthaladt és fellendítette gazdaságát. Két nagy fogadót építettek és 1772-ben postaállomás is létesült. Temploma 1727-ben leégett. Helyére a neves építész, Joseph Emanuel Fischer von Erlach tervezett új épületet. 
1835-ben Weikersdorfban 171 családot írtak össze, amely 111 házban élt. Rajtuk kívül az összeírásban szerepel 72 ló, 173 marha, 179 birka, valamint 80 disznó. Az 1848-as forradalom után felszámolták a feudális birtokrendszert és megalakult Weikersdorf önkormányzata, amelyből Ameisthal és Baumgarten am Wagram 1891-ben kivált. A Ferenc József-vasút 1870-es megépülésével a mezővárost bekapcsolták a vasúti hálózatba. 1921-ben Tiefenthal község csatlakozott Weikersdorfhoz. Az Anschluss után a nemzetiszocialista kormányzat egyesítette a kisebb községeket és létrejött Großweikersdorf a mai formájában, de a háború után ismét szétesett, majd a kisközségek 1967-1970 között ismét csatlakoztak a mezővároshoz. 

## Lakosság
A großweikersdorfi önkormányzat területén 2022 januárjában 3326 fő élt. A lakosságszám 1981 óta gyarapodó tendenciát mutat. 2020-ban az ittlakók 94,8%-a volt osztrák állampolgár; a külföldiek közül 1,3% a régi (2004 előtti), 2,3% az új EU-tagállamokból érkezett. 1% az egykori Jugoszlávia (Szlovénia és Horvátország nélkül) vagy Törökország, 0,6% egyéb országok polgára volt. 2001-ben a lakosok 92,2%-a római katolikusnak, 5,1% pedig felekezeten kívülinek vallotta magát. Ugyanekkor a legnagyobb nemzetiségi csoportot a németek (98,3%) mellett a magyarok alkották 6 fővel (0,2%).
A népesség változása:

| 2016 | 3 122 |
| 2018 | 3 180 |

## Látnivalók

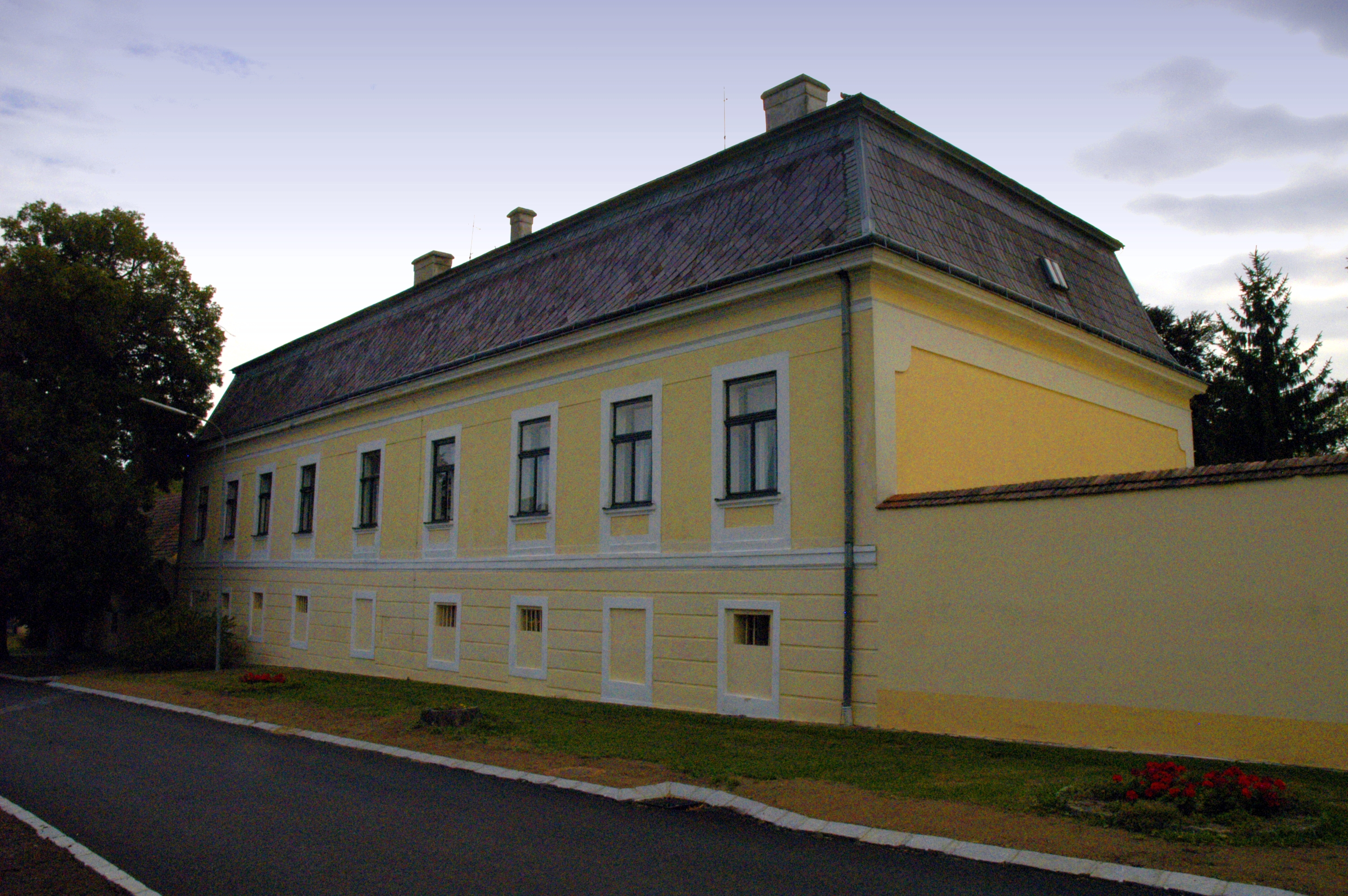
A ruppersthali kastély

- a kora klasszicista Szt. György-plébániatemplom
- az 1727-ben épült katolikus plébánia
- az Ignaz Pleyel-múzeum
- a ruppersthali Szt. Egyed-plébániatemplom

## Híres großweikersdorfiak
- Ignaz Pleyel (1757–1831) zeneszerző és zongorakészítő
- Heinrich Maier (1908–1945) pap, antifasiszta ellenálló
- Erni Mangold (1927-) színésznő

## Fordítás
- Ez a szócikk részben vagy egészben  a   Großweikersdorf című német Wikipédia-szócikk ezen változatának fordításán alapul.  Az eredeti cikk szerkesztőit annak laptörténete sorolja fel. Ez a jelzés csupán a megfogalmazás eredetét és a szerzői jogokat jelzi, nem szolgál a cikkben szereplő információk forrásmegjelöléseként.